# Huyền Hội
Huyền Hội là một xã cũ thuộc huyện Càng Long, tỉnh Trà Vinh, Việt Nam.

## Địa lý
Xã Huyền Hội nằm ở phía nam của huyện Càng Long, cách trung tâm huyện khoảng 11,5 km về phía nam và cách thành phố Trà Vinh khoảng 16 km về phía đông bắc, có vị trí địa lý:
- Phía đông giáp huyện Châu Thành
- Phía tây giáp xã Tân An và xã Tân Bình
- Phía nam giáp huyện Tiểu Cần
- Phía bắc giáp xã An Trường và xã Bình Phú.

Xã Huyền Hội có diện tích 34,65 km², dân số năm 2019 là 17.002 người, mật độ dân số đạt 491 người/km².

## Hành chính
Xã Huyền Hội được chia thành 9 ấp: Bình Hội, Cầu Xây, Giồng Bèn, Giồng Mới, Kinh A, Kinh B, Lưu Tư, Sóc, Trà On.

## Kinh tế - xã hội
Tổng giá trị sản xuất của các ngành là 636 tỷ đồng, đạt 112,56% so kế hoạch 565 tỷ đồng, trong đó:
- Giá trị nông nghiệp 395,5 tỷ đồng chiếm tỷ trọng 114,97%, so kế hoạch 344 tỷ đồng.
- Giá trị thủy sản 11,5 tỷ đồng chiếm tỷ trọng 115%, so kế hoạch 10 tỷ đồng.
- Giá trị công nghiệp đạt 21,5 tỷ đồng, chiếm tỷ trọng 107,5%, so kế hoạch 20 tỷ đồng.
- Giá trị tiểu thủ công nghiệp đạt 25 tỷ đồng, chiếm tỷ trọng 108,69%, so kế hoạch 23 tỷ đồng.
- Giá trị xây dựng đạt 121 tỷ đồng, chiếm tỷ trọng 105,21%, so kế hoạch 115 tỷ đồng.
- Giá trị dịch vụ đạt 73 tỷ đồng, chiếm tỷ trọng 115,87%, so kế hoạch 63 tỷ đồng.
- Thu nhập bình quân đầu người 45.439.000đ/người/năm.[1]

Xã Huyền Hội có 6 trường học:
- 1 trường mẫu giáo Hướng Dương nằm ở ấp Lưu Tư
- 3 trường Tiểu học:
  - Trường TH Huyền Hội A nằm ở ấp Lưu Tư
  - Trường TH Huyền Hội B nằm ở ấp Sóc
  - Trường TH Huyền Hội A nằm ở ấp Kinh A
- 2 trường Trung học cơ sở:
  - Trường THCS Dân tộc Nội trú Càng Long nằm ở ấp Lưu Tư
  - Trường THCS Huyền Hội nằm ở ấp Lưu Tư.[1]

Xã chỉ có 1 trạm y tế nằm ở ấp Lưu Tư.
Chợ xã: Hiện tại xã chỉ có chợ tạm tại trung tâm xã thuộc ấp Lưu Tư, diện tích quy hoạch khoảng 5.000 m², nhà lồng chợ kiên cố hóa 50%, chủ yếu là các kiốt bán hàng, phần còn lại sân bãi bán ngoài trời, phục vụ nhu cầu mua bán hàng hóa và hoạt động dịch vụ thương mại của người dân trong xã.
Bưu chính – viễn thông: Tại trung tâm xã có 1 bưu điện.

## Văn hóa
Hiện tại trên địa xã có 5 chùa gồm: 2 chùa Bắc Tông, 2 chùa Nam Tông, 1 chùa Như Kiên và 11 điểm thờ tự tín ngưỡng dân gian:
- Chùa Phật Nam Tông (Khmer) nằm ở ấp Sóc với diện tích 23.470 m² và được công nhận khu di tích lịch sử cấp quốc gia.
- Chùa Phật Nam Tông (Khmer) nằm tại ấp Lưu Tư với diện tích khoảng 12.000 m², công trình kiên cố hóa.
- Chùa Phật Bữu Bắc Tông nằm ở ấp Lưu Tư, diện tích khoảng 1.500 m², công trình kiên cố hóa.
- Chùa Như Kiên nằm tại ấp Bình Hội, công trình kiên cố hóa.[1]

## Giao thông
Giao thông đường bộ:
- Đường trục xã, liên xã: tổng chiều dài là 28 km gồm Tỉnh lộ 911 dài 10 km; Hương lộ 7 dài 7 km; Hương lộ 6 dài 7 km, đường nhựa Tân Bình – Huyền Hội 4 km), mặt đường kết cấu nhựa rộng 3,5 m, đạt 100%,...
- Đường trục ấp, liên ấp: tổng chiều dài 38 đã xây dựng được 5,8 km chiếm tỷ lệ 15,26% gồm đường đal kênh tư sấm ấp Sóc, đường đal ấp Giồng Bèn, Cầu Xây, tuyến đường trục ấp Trà On,...
- Đường ngõ xóm: tổng chiều dài 25 km đã xây dựng được 11 km đạt cấp kỹ thuật của Bộ GTVT (cấp C), chiếm tỷ lệ 44%, còn một số tuyến còn lầy lội vào mùa mưa như ngõ xóm ấp sóc với chiều dài 650 m.
- Đường trục chính nội đồng: tổng chiều dài 15,5 km, đã thi công được 5,2 km ở ấp Bình Hội và Huyền Hội – Tân An chiếm 33,54%; chủ yếu là đường đất, xe chỉ lưu thông được vào mùa khô.
- Hệ thống cầu nông thôn trên địa bàn xã hiện nay đã được bê tông hoá đáp ứng yêu cầu phục vụ sản xuất và sinh hoạt: 10 cây cầu và 35 cống trên các tuyến giao thông.[1]

Giao thông đường thủy:
- Hệ thống giao thông thủy gắn liền với hệ thống thủy lợi của xã dựa trên các sông ngòi, kênh rạch, đây là nét đặt trưng của vùng Đồng bằng sông Cửu Long. Thực tế trong nhiều năm qua giao thông thủy đã đóng vai trò vô cùng quan trọng trong phát triển kinh tế - xã hội trên địa bàn xã.
- Xã Huyền Hội có hệ thống sông, rạch dày đặc cung cấp nước ngọt quanh năm. Tuy nhiên lượng nước phân bố không đều trong năm. Bên cạnh giao thông bộ thì giao thông thủy cũng được người dân sử dụng khá phổ biến. Mạng lưới giao thông thủy của xã gồm: sông Huyền Hội, kênh Huyền Hội – Tân An, kênh 19/5,... Nhìn chung, sông, kênh, rạch được phân bố đều trên toàn xã, giúp mạng lưới giao thông phong phú và thuận lợi, đáp ứng nhu cầu ngày càng cao của người dân.[1]